# 手塚律蔵
手塚 律蔵（てづか りつぞう、文政5年6月8日（1822年7月25日） - 明治11年（1878年）11月29日）は、日本の幕末から明治初期の洋学者、外交官である。名は謙。別名に瀬脇良弼、瀬脇寿人と呼ばれる。父は医師の手塚治孝（寿仙）、母は瀬脇氏。17歳からの4年間、長崎の高島秋帆に砲術を、21歳からの4年間は江戸の坪井信道に蘭学を学んだ。

## 親族
長女の富子は高木兼寛の妻。